# Mistrovství světa v rychlobruslení na jednotlivých tratích 2011
Mistrovství světa v rychlobruslení na jednotlivých tratích 2011 se konalo od 10. do 13. března 2011 v rychlobruslařské hale Max Aicher Arena v německém Inzellu. Jednalo se o 13. mistrovství světa v rychlobruslení na jednotlivých tratích.
Českou výpravu tvořily Karolína Erbanová (500 m, 1000 m; kvalifikovala se i na trať 1500 m, do závodu ale nenastoupila kvůli zvýšené teplotě) a Martina Sáblíková (3000 m, 5000 m; kvalifikovala se i na trať 1500 m, do závodu ale nenastoupila kvůli únavě; na trati 1000 m se vzdala místa první náhradnice)
| Program                 | Program                             | Program                               | Program                                                     |
| ----------------------- | ----------------------------------- | ------------------------------------- | ----------------------------------------------------------- |
| 10. března              | 11. března                          | 12. března                            | 13. března                                                  |
| 1500 m muži 3000 m ženy | 1000 m muži 5000 m muži 1500 m ženy | 10 000 m muži 1000 m ženy 5000 m ženy | 500 m muži stíhací závod muži 500 m ženy stíhací závod ženy |

## Muži

### 500 metrů
Závodu se zúčastnilo 24 závodníků.
| Pořadí           | Jméno             | Země        | Čas 1       | Čas 2       | Celkový čas |
| ---------------- | ----------------- | ----------- | ----------- | ----------- | ----------- |
| Zlatá medaile    | I Kju-hjok        | Jižní Korea | 34,78 (2.)  | 34,32 (1.)  | 69,10       |
| Stříbrná medaile | Džódži Kató       | Japonsko    | 34,90 (4.)  | 34,52 (2.)  | 69,42       |
| Bronzová medaile | Jan Smeekens      | Nizozemsko  | 34,77 (1.)  | 34,66 (4.)  | 69,43       |
| 4.               | Mika Poutala      | Finsko      | 34,89 (3.)  | 34,76 (5.)  | 69,65       |
| 5.               | Dmitrij Lobkov    | Rusko       | 35,12 (9.)  | 34,64 (3.)  | 69,76       |
| 6.               | Jamie Gregg       | Kanada      | 35,00 (5.)  | 34,964 (7.) | 69,96       |
| 7.               | Jacques de Koning | Nizozemsko  | 35,05 (6.)  | 34,983 (8.) | 70,03       |
| 8.               | Tucker Fredicks   | USA         | 35,074 (7.) | 34,962 (6.) | 70,03       |
| 9.               | Shani Davis       | USA         | 35,14 (10.) | 34,989 (9.) | 70,12       |
| 10.              | Ermanno Ioriatti  | Itálie      | 35,078 (8.) | 35,09 (12.) | 70,16       |

### 1000 metrů
Závodu se zúčastnilo 23 závodníků.
| Pořadí           | Jméno            | Země        | Čas     |
| ---------------- | ---------------- | ----------- | ------- |
| Zlatá medaile    | Shani Davis      | USA         | 1:08,45 |
| Stříbrná medaile | Kjeld Nuis       | Nizozemsko  | 1:08,67 |
| Bronzová medaile | Stefan Groothuis | Nizozemsko  | 1:08,73 |
| 4.               | I Kju-hjok       | Jižní Korea | 1:08,91 |
| 5.               | Denny Morrison   | Kanada      | 1:08,92 |
| 6.               | Simon Kuipers    | Nizozemsko  | 1:09,21 |
| 7.               | Pekka Koskela    | Finsko      | 1:09,25 |
| 8.               | Mo Tche-pom      | Jižní Korea | 1:09,39 |
| 9.               | Samuel Schwarz   | Německo     | 1:09,64 |
| 10.              | Philippe Riopel  | Kanada      | 1:09,71 |

### 1500 metrů
Závodu se zúčastnilo 24 závodníků.
| Pořadí           | Jméno            | Země       | Čas     |
| ---------------- | ---------------- | ---------- | ------- |
| Zlatá medaile    | Håvard Bøkko     | Norsko     | 1:45,04 |
| Stříbrná medaile | Shani Davis      | USA        | 1:45,09 |
| Bronzová medaile | Lucas Makowsky   | Kanada     | 1:45,22 |
| 4.               | Stefan Groothuis | Nizozemsko | 1:45,51 |
| 5.               | Ivan Skobrev     | Rusko      | 1:45,58 |
| 6.               | Denny Morrison   | Kanada     | 1:45,66 |
| 7.               | Trevor Marsicano | USA        | 1:45,74 |
| 8.               | Mathieu Giroux   | Kanada     | 1:45,92 |
| 9.               | Jonathan Kuck    | USA        | 1:46,26 |
| 10.              | Alexis Contin    | Francie    | 1:46,47 |

### 5000 metrů
Závodu se zúčastnilo 24 závodníků.
| Pořadí           | Jméno              | Země        | Čas     |
| ---------------- | ------------------ | ----------- | ------- |
| Zlatá medaile    | Bob de Jong        | Nizozemsko  | 6:15,41 |
| Stříbrná medaile | I Sung-hun         | Jižní Korea | 6:17,45 |
| Bronzová medaile | Ivan Skobrev       | Rusko       | 6:17,47 |
| 4.               | Alexis Contin      | Francie     | 6:18,85 |
| 5.               | Håvard Bøkko       | Norsko      | 6:21,16 |
| 6.               | Jonathan Kuck      | USA         | 6:23,84 |
| 7.               | Wouter olde Heuvel | Nizozemsko  | 6:24,27 |
| 8.               | Shane Dobbin       | Nový Zéland | 6:25,85 |
| 9.               | Dmitrij Babenko    | Kazachstán  | 6:29,35 |
| 10.              | Joshua Lose        | Austrálie   | 6:30,09 |

### 10 000 metrů
Závodu se zúčastnilo 16 závodníků.
| Pořadí           | Jméno               | Země        | Čas      |
| ---------------- | ------------------- | ----------- | -------- |
| Zlatá medaile    | Bob de Jong         | Nizozemsko  | 12:48,20 |
| Stříbrná medaile | Bob de Vries        | Nizozemsko  | 13:04,62 |
| Bronzová medaile | Ivan Skobrev        | Rusko       | 13:08,17 |
| 4.               | I Sung-hun          | Jižní Korea | 13:08,83 |
| 5.               | Shane Dobbin        | Nový Zéland | 13:17,56 |
| 6.               | Dmitrij Babenko     | Kazachstán  | 13:19,59 |
| 7.               | Håvard Bøkko        | Norsko      | 13:22,86 |
| 8.               | Marco Weber         | Německo     | 13:26,84 |
| 9.               | Henrik Christiansen | Norsko      | 13:30,94 |
| 10.              | Jonathan Kuck       | USA         | 13:33,79 |

### Stíhací závod družstev
Závodu se zúčastnilo osm týmů.
| Pořadí           | Tým                                                               | Čas     |
| ---------------- | ----------------------------------------------------------------- | ------- |
| Zlatá medaile    | USA Shani Davis, Trevor Marsicano, Jonathan Kuck                  | 3:41,72 |
| Stříbrná medaile | Kanada Denny Morrison, Lucas Makowsky, Mathieu Giroux             | 3:41,85 |
| Bronzová medaile | Nizozemsko Bob de Vries, Jan Blokhuijsen, Koen Verweij            | 3:43,44 |
| 4.               | Německo Marco Weber, Tobbias Schneider, Robert Lehmann            | 3:45,54 |
| 5.               | Norsko Mikael Flygind Larsen, Håvard Bøkko, Sverre Lunde Pedersen | 3:45,73 |
| 6.               | Rusko Ivan Skobrev, Alexandr Rumjancev, Pavel Bajnov              | 3:46,02 |
| 7.               | Itálie Matteo Anesi, Marco Cignini, Luca Stefani                  | 3:49,68 |
| 8.               | Polsko Konrad Niedźwiedzki, Zbigniew Bródka, Jan Szymański        | 3:52,24 |

## Ženy

### 500 metrů
Závodu se zúčastnilo 23 závodnic.
| Pořadí           | Jméno                 | Země        | Čas 1        | Čas 2       | Celkový čas |
| ---------------- | --------------------- | ----------- | ------------ | ----------- | ----------- |
| Zlatá medaile    | Jenny Wolfová         | Německo     | 37,98 (1.)   | 37,95 (1.)  | 75,93       |
| Stříbrná medaile | I Sang-hwa            | Jižní Korea | 38,147 (3.)  | 38,03 (2.)  | 76,17       |
| Bronzová medaile | Wang Pej-sing         | Čína        | 38,35 (4.)   | 38,04 (3.)  | 75,39       |
| 4.               | Annette Gerritsenová  | Nizozemsko  | 38,142 (2.)  | 38,33 (7.)  | 76,47       |
| 5.               | Judith Hesseová       | Německo     | 38,50 (6.)   | 38,13 (4.)  | 76,63       |
| 6.               | Heather Richardsonová | USA         | 38,518 (8.)  | 38,30 (6.)  | 76,81       |
| 7.               | Margot Boerová        | Nizozemsko  | 38,514 (7.)  | 38,37 (8.)  | 76,88       |
| 8.               | Nao Kodairaová        | Japonsko    | 38,679 (10.) | 38,27 (5.)  | 76,94       |
| 9.               | Čang Chung            | Čína        | 38,48 (5.)   | 38,61 (11.) | 77,09       |
| 10.              | Maki Cudžiová         | Japonsko    | 38,672 (9.)  | 38,51 (10.) | 77,18       |
|                  |                       |             |              |             |             |
| 11.              | Karolína Erbanová     | Česko       | 38,97 (14.)  | 38,49 (9.)  | 77,46       |

### 1000 metrů
Závodu se zúčastnilo 24 závodnic.
| Pořadí           | Jméno                 | Země       | Čas     |
| ---------------- | --------------------- | ---------- | ------- |
| Zlatá medaile    | Christine Nesbittová  | Kanada     | 1:14,84 |
| Stříbrná medaile | Ireen Wüstová         | Nizozemsko | 1:15,42 |
| Bronzová medaile | Heather Richardsonová | USA        | 1:15,45 |
| 4.               | Marrit Leenstraová    | Nizozemsko | 1:16,38 |
| 5.               | Jekatěrina Šichovová  | Rusko      | 1:16,56 |
| 6.               | Margot Boerová        | Nizozemsko | 1:16,90 |
| 7.               | Čang Chung            | Čína       | 1:17,09 |
| 8.               | Jekatěrina Ajdovová   | Kazachstán | 1:17,19 |
| 9.               | Jekatěrina Lobyševová | Rusko      | 1:17,25 |
| 10.              | Brittany Schusslerová | Kanada     | 1:17,29 |
|                  |                       |            |         |
| 17.              | Karolína Erbanová     | Česko      | 1:17,79 |

### 1500 metrů
Závodu se zúčastnilo 22 závodnic.
| Pořadí           | Jméno                 | Země       | Čas     |
| ---------------- | --------------------- | ---------- | ------- |
| Zlatá medaile    | Ireen Wüstová         | Nizozemsko | 1:54,80 |
| Stříbrná medaile | Diane Valkenburgová   | Nizozemsko | 1:56,27 |
| Bronzová medaile | Jorien Voorhuisová    | Nizozemsko | 1:57,30 |
| 4.               | Jekatěrina Šichovová  | Rusko      | 1:57,78 |
| 5.               | Christine Nesbittová  | Kanada     | 1:57,83 |
| 6.               | Ida Njåtunová         | Norsko     | 1:58,52 |
| 7.               | Brittany Schusslerová | Kanada     | 1:58,53 |
| 8.               | Cindy Klassenová      | Kanada     | 1:58,77 |
| 9.               | Hege Bøkková          | Norsko     | 1:59,22 |
| 10.              | Jekatěrina Lobyševová | Rusko      | 1:59,32 |

### 3000 metrů
Závodu se zúčastnilo 21 závodnic.
| Pořadí           | Jméno                | Země       | Čas     |
| ---------------- | -------------------- | ---------- | ------- |
| Zlatá medaile    | Ireen Wüstová        | Nizozemsko | 4:01,56 |
| Stříbrná medaile | Martina Sáblíková    | Česko      | 4:02,07 |
| Bronzová medaile | Stephanie Beckertová | Německo    | 4:04,28 |
| 4.               | Jilleanne Rookardová | USA        | 4:05,80 |
| 5.               | Eriko Išinová        | Japonsko   | 4:06,88 |
| 6.               | Diane Valkenburgová  | Nizozemsko | 4:07,01 |
| 7.               | Jorien Voorhuisová   | Nizozemsko | 4:08,10 |
| 8.               | Claudia Pechsteinová | Německo    | 4:08,11 |
| 9.               | Cindy Klassenová     | Kanada     | 4:09,46 |
| 10.              | Mari Hemmerová       | Norsko     | 4:09,60 |

### 5000 metrů
Závodu se zúčastnilo 16 závodnic.
| Pořadí           | Jméno                | Země       | Čas     |
| ---------------- | -------------------- | ---------- | ------- |
| Zlatá medaile    | Martina Sáblíková    | Česko      | 6:50,83 |
| Stříbrná medaile | Stephanie Beckertová | Německo    | 6:54,99 |
| Bronzová medaile | Claudia Pechsteinová | Německo    | 7:00,90 |
| 4.               | Masako Hozumiová     | Japonsko   | 7:03,14 |
| 5.               | Diane Valkenburgová  | Nizozemsko | 7:04,15 |
| 6.               | Jilleane Rookardová  | USA        | 7:05,71 |
| 7.               | Cindy Klassenová     | Kanada     | 7:07,52 |
| 8.               | Eriko Išinová        | Japonsko   | 7:10,66 |
| 9.               | Jorien Voorhuisová   | Nizozemsko | 7:10,73 |
| 10.              | Šiho Išizawaová      | Japonsko   | 7:11,81 |

### Stíhací závod družstev
Závodu se zúčastnilo osm týmů.
| Pořadí           | Tým                                                                       | Čas     |
| ---------------- | ------------------------------------------------------------------------- | ------- |
| Zlatá medaile    | Kanada Christine Nesbittová, Brittany Schusslerová, Cindy Klassenová      | 2:59,74 |
| Stříbrná medaile | Nizozemsko Ireen Wüstová, Diane Valkenburgová, Marrit Leenstraová         | 3:00,43 |
| Bronzová medaile | Německo Stephanie Beckertová, Isabell Ostová, Claudia Pechsteinová        | 3:01,82 |
| 4.               | Japonsko Eriko Išinová, Masako Hozumiová, Miho Takagiová                  | 3:03,20 |
| 5.               | Norsko Hege Bøkková, Ida Njåtunová, Mari Hemmerová                        | 3:04,26 |
| 6.               | Rusko Jekatěrina Lobyševová, Jekatěrina Šichovová, Jevgenija Dmitrijevová | 3:05,28 |
| 7.               | Polsko Luiza Złotkowská, Natalia Czerwonková, Katarzyna Woźniaková        | 3:06,30 |
| 8.               | USA Heather Richardsonová, Jilleanne Rookardová, Rebekah Bradfordová      | 3:10,76 |

## Medailové pořadí zemí
| Pořadí | Země        | Zlato | Stříbro | Bronz | Celkem |
| ------ | ----------- | ----- | ------- | ----- | ------ |
| 1.     | Nizozemsko  | 4     | 5       | 4     | 13     |
| 2.     | Kanada      | 2     | 1       | 1     | 4      |
| 2.     | USA         | 2     | 1       | 1     | 4      |
| 4.     | Jižní Korea | 1     | 2       | 0     | 3      |
| 5.     | Německo     | 1     | 1       | 3     | 5      |
| 6.     | Česko       | 1     | 1       | 0     | 2      |
| 7.     | Norsko      | 1     | 0       | 0     | 1      |
| 8.     | Japonsko    | 0     | 1       | 0     | 1      |
| 9.     | Rusko       | 0     | 0       | 2     | 2      |
| 10.    | Čína        | 0     | 0       | 1     | 1      |